# Michel Roger
Michel Roger (Poitiers, 1949. –) francia jogász, egyetemi tanár, kormányhivatalnok, 2010. március 29-től a Monacói Hercegség miniszterelnöke. Ebben a tisztségben Jean-Paul Proustot követte.
1992 és 1998 között a francia szenátus elnökének tanácsadója. 2002-től 2005-ig az akkori miniszterelnök Jean-Pierre Raffarin kabinetjében volt tanácsadó. 2007-től Monaco Legfelsőbb Bíróságának tagja.
Bár a Hercegség már nem kényszerül arra, hogy francia állampolgárságú személyt alkalmazzon, II. Albert monacói herceg a jogász végzettségű Roger-t nevezte ki miniszterelnöknek, mert nagy kormányhivatalnoki tapasztalattal rendelkezik.      